# صداع نصفي حيضي
يستخدم مصطلح الصداع النصفي الحيضي أو الصداع النصفي أثناء الدورة الشهرية لوصف كل من الصداع النصفي الناجم عن الدورة الشهرية والصداع النصفي المرتبط بالدورة الشهرية. حوالي 7٪ - 14٪ من النساء يعانين من الصداع النصفي في وقت الحيض فقط، وتسمى هذه الصداع النصفي الحقيقي أثناء الدورة الشهرية. تعاني معظم النساء المصابات بالصداع النصفي من نوبات الصداع النصفي طوال فترة الدورة الشهرية مع زيادة عددها في فترة الحيض، ويشار إلى هذه النوبات على أنها صداع نصفي متعلق بالدورة الشهرية أو ناتج عن الدورة الشهرية.